# Hallasjön (Edsvära socken, Västergötland)
Hallasjön är en sjö i Vara kommun i Västergötland och ingår i Göta älvs huvudavrinningsområde. Sjön har en area på 0,0502 kvadratkilometer och ligger 118 meter över havet. Vid provfiske har abborre och mört fångats i sjön.
Hallasjöns tillflöden kommer från Odensbergssjön och Mellomsjön belägna i Store mosse i väster. Hallasjön har två utflöden. Ett som rinner till Lilla Eketången i öster och ett annat som rinner mot Knösasjön i söder.

## Delavrinningsområde
Hallasjön ingår i det delavrinningsområde (645894-134305) som SMHI kallar för Ovan Härebäcken. Medelhöjden är 108 meter över havet och ytan är 73,21 kvadratkilometer. Räknas de 20 avrinningsområdena uppströms in blir den ackumulerade arean 618,02 kvadratkilometer. Lidan som avvattnar avrinningsområdet har biflödesordning 2, vilket innebär att vattnet flödar genom totalt 2 vattendrag innan det når havet efter 232 kilometer. Avrinningsområdet består mestadels av skog (33 procent), öppen mark (11 procent) och jordbruk (53 procent). Avrinningsområdet har 0,16 kvadratkilometer vattenytor vilket ger det en sjöprocent på 0,2 procent. Bebyggelsen i området täcker en yta av 0,53 kvadratkilometer eller 1 procent av avrinningsområdet.

## Galleri

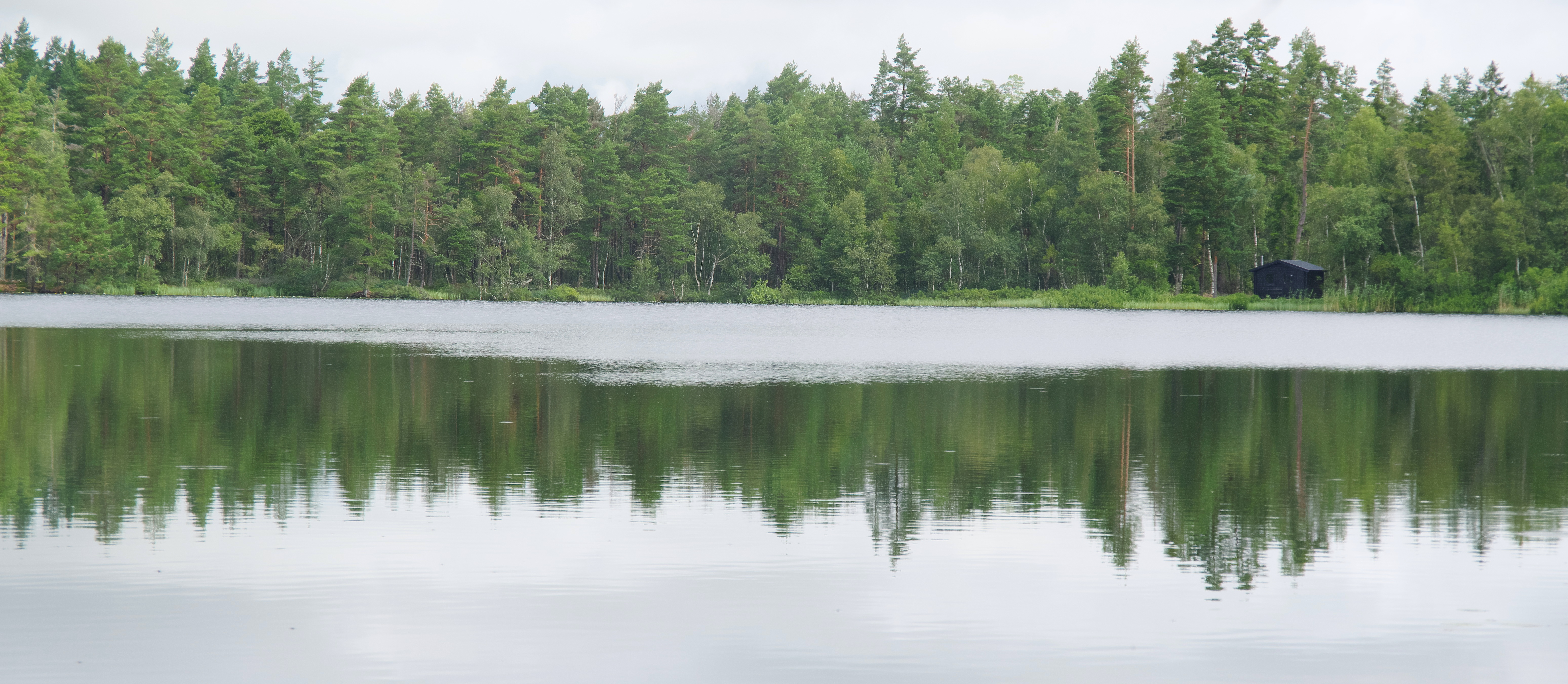
I norra änden av sjön ligger ett skjul.
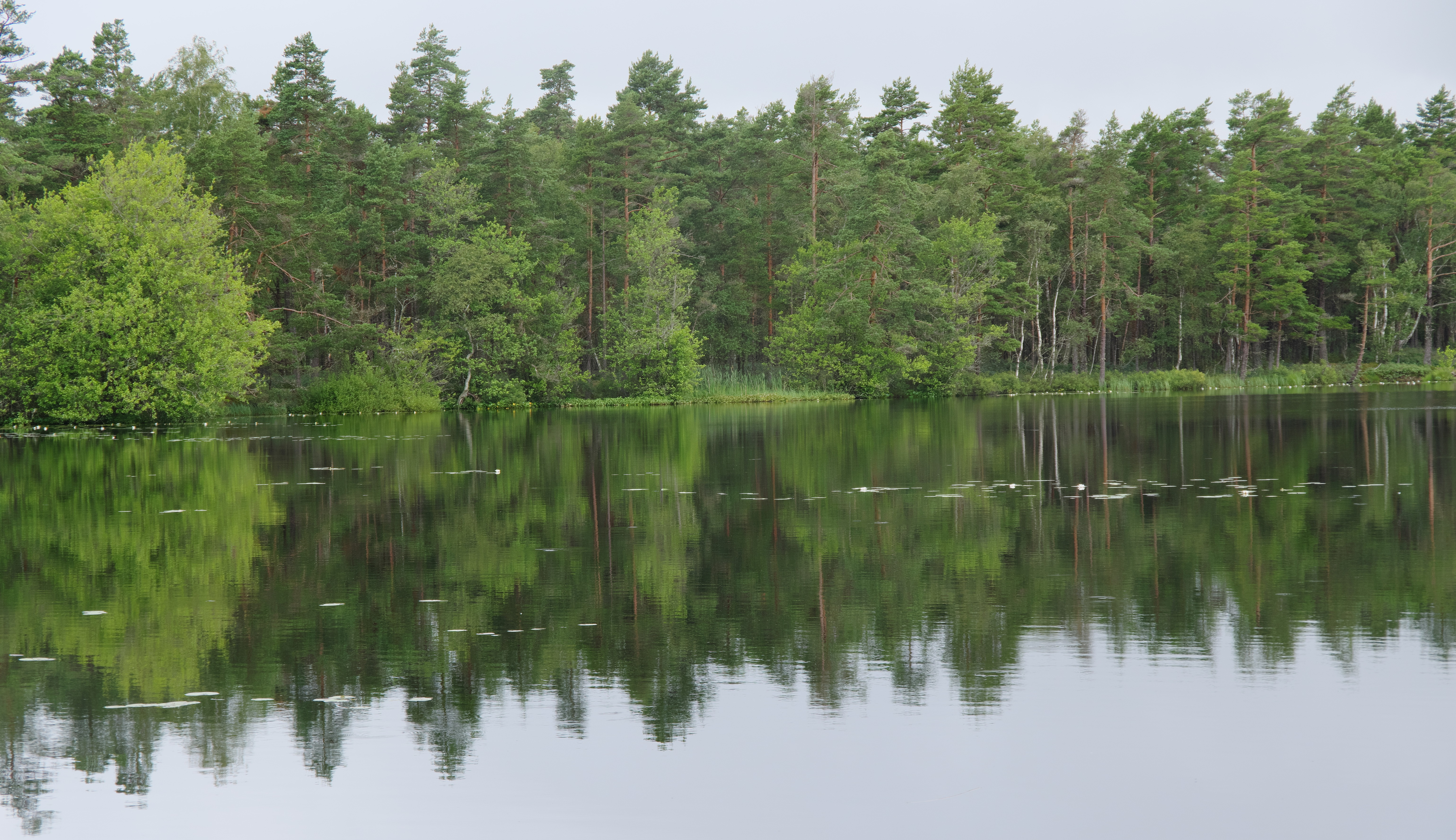